# Ashes to Ashes (Pinter)
Pour les articles homonymes, voir Ashes to Ashes.
 (6 janvier 2024).
Ashes to Ashes (Dispersion) est une pièce de théâtre en un acte du dramaturge et prix Nobel de littérature anglais Harold Pinter.
La pièce a été créée le 12 septembre 1996 au Royal Court Theatre à Londres, dans une mise en scène de l'auteur. Harold Pinter a également dirigé la création en langue française au théâtre du Rond-Point à Paris, en 1998.

## Théâtre du Rond-Point,1998
- Mise en scène : Harold Pinter
- Texte Français : Éric Kahane
- Décors : Eileen Diss
- Costumes : Claudine Lachaud
- Lumières : Jean-Luc Chanonat
- Rebecca : Christine Boisson
- Devlin : Lambert Wilson

## Théâtre Essaïon,2007
- Mise en scène : Claude Bazin
- Lumières : Maro Avrabou
- Rebecca : Karine Adrover
- Devlin : Éric Franquelin